# Радиофакс
Радиофаксимиле, радиофакс или КВ-факс — это технология аналоговой передачи (обычно монохромных) изображений с помощью высокочастотных (КВ) радиоволн. Предшественник телевидения с медленной разверткой (SSTV). Это был основной метод отправки фотографий с отдаленных мест (особенно с островов) с 1930-х по начало 1970-х годов. До сих пор используется для передачи погодных карт и информации на суда в море.

## История
Способ отправки фотографий по радио изобрел Ричард Х. Рейнджер, инженер-электрик, работающий в Радиокорпорации Америки (RCA). Он назвал свою систему беспроводной фоторадиограммой, чтобы отличать от технологии телефаксов пятидесятилетней давности, которая раньше использовала телеграфные провода, а затем была адаптирована к использованию более новых телефонных проводов.
29 ноября 1924 года система Рейнджера была использована для отправки фотографии из Нью-Йорка в Лондон. Это было изображение президента Кэлвина Кулиджа и первая трансокеанская передача фото по радио. В том же году инженер AT&T Герберт Э. Айвз передал первую цветную фотографию.
Чарльз Дж. Янг, сын основателя RCA Оуэна Д. Янга, и доктора Эрнста Александерсона разработали радиофаксимильную систему для General Electric. 12 августа 1931 года эта система успешно передала экземпляр газеты Union-Star из Скенектади, штат Нью-Йорк, на трансатлантические лайнеры America и Minnekahda. Передача одной страницы размером 8½ на 9 дюймов (220х230 мм) заняла 15 минут.

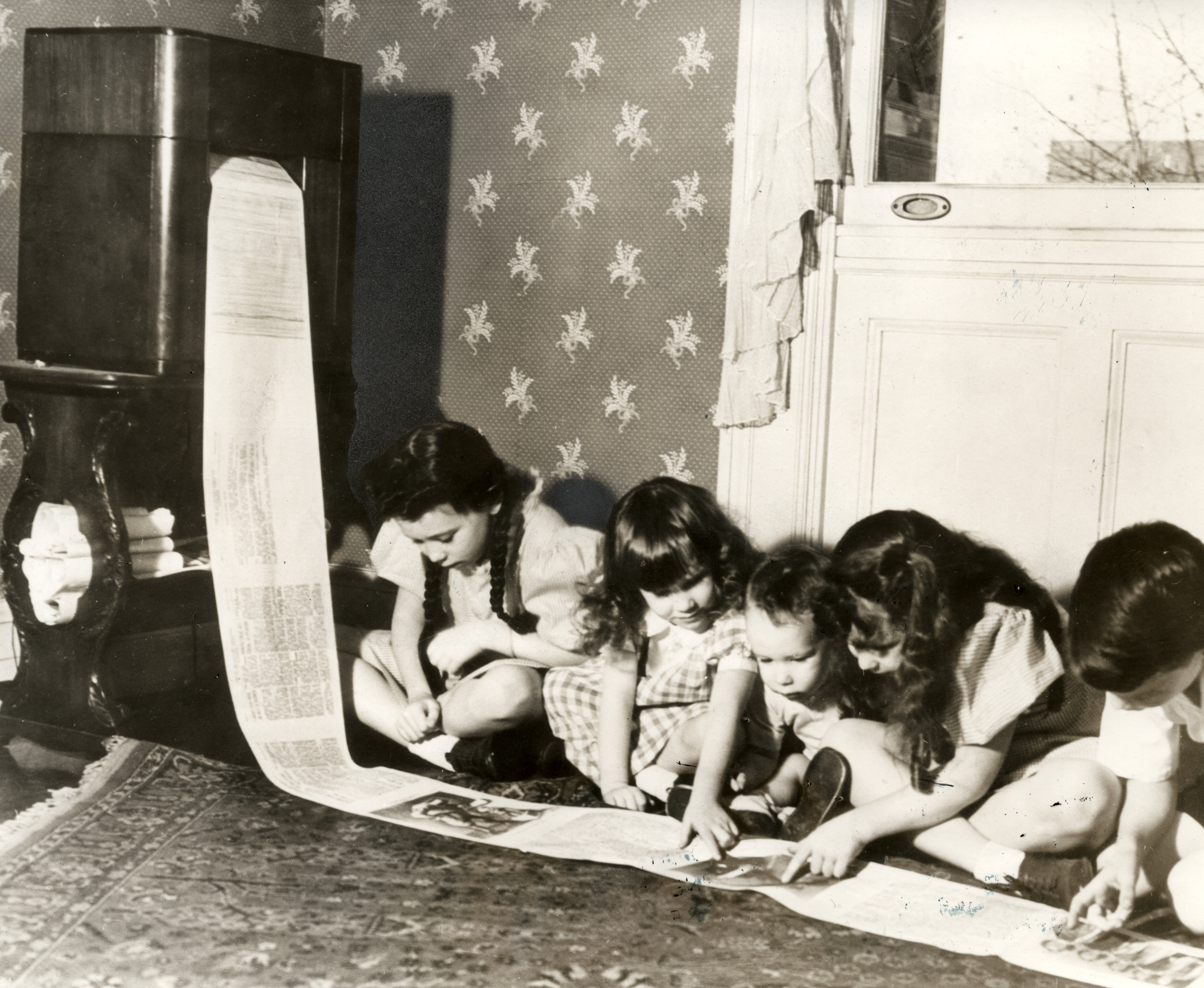
Дети читают переданную по беспроводной связи газету, 1938 год

В конце 1930-х годов Уильямом Г. Финчем была представлена факсимильная система Finch, которая использовалась для передачи «радиогазеты» частным лицам. В системе использовались обычные бытовые радиоприемники, оснащенные принтером Finch на термобумаге. Радиофаксимильные газеты транслировалось коммерческими AM-радиостанциями. Однако принтер и специальная бумага были дорогим удовольствием, АМ-радиопередача была очень медленной и уязвимой для помех, а газета была слишком маленькой. После более чем десяти лет неоднократных попыток Финча и других создать такую услугу в качестве жизнеспособного бизнеса, общественность, по-видимому, вполне довольствовалась более дешевыми и гораздо более солидными ежедневными газетами, доставляемыми на дом, и обычными сводками новостей по радио, передающему «горячие» новости. Интерес к новому средству массовой информации был лишь мимолетным.
Во время Второй мировой войны тысячи фотографий приходили из Европы и с островов Тихого океана в США. Крупнейшие информационные агентства (AP, UPI, Reuters) располагали свои трансокеанские радиофаксимильные передатчики как можно ближе к месту событий. Знаменитый поднятый флаг над Иводзимой был напечатан в сотнях американских газет в течение дня после съёмки, поскольку был передан с Гуама в Нью-Йорк по беспроводной радиофаксимильной связи на расстояние 12 800 км. 

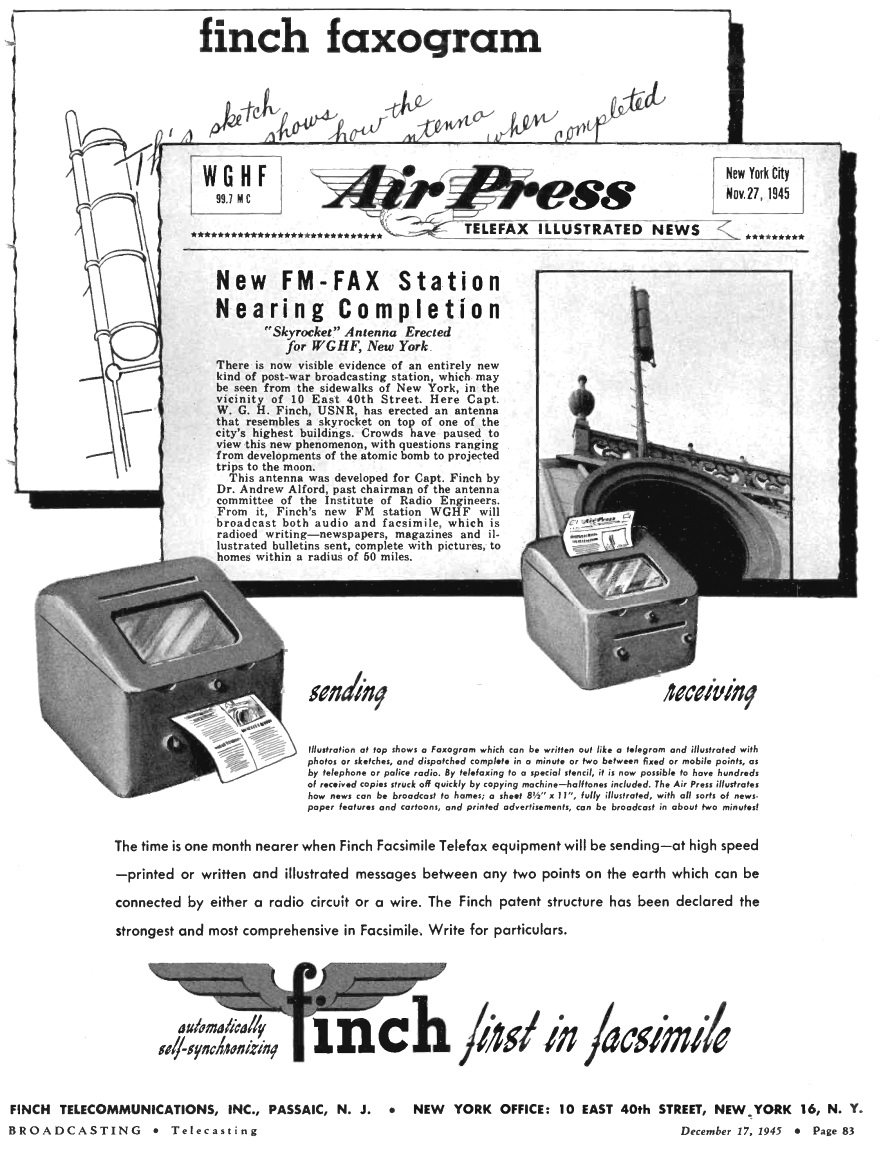
Реклама нью-йоркской FM-станции WGHF, на которой представлена экспериментальная факсимильная служба радиовещания, использующая передачу на поднесущей, декабрь 1945 года

К концу 1940-х годов приемники радиофаксов были достаточно миниатюрными, чтобы их можно было разместить под приборной панелью авто для средств доставки телеграмм Western Union «Telecar».
В 1960-х годах армия Соединенных Штатов передала первую фотографию по спутниковому факсу в Пуэрто-Рико с испытательного полигона Дил, используя спутник Courier.

## Погодный факс

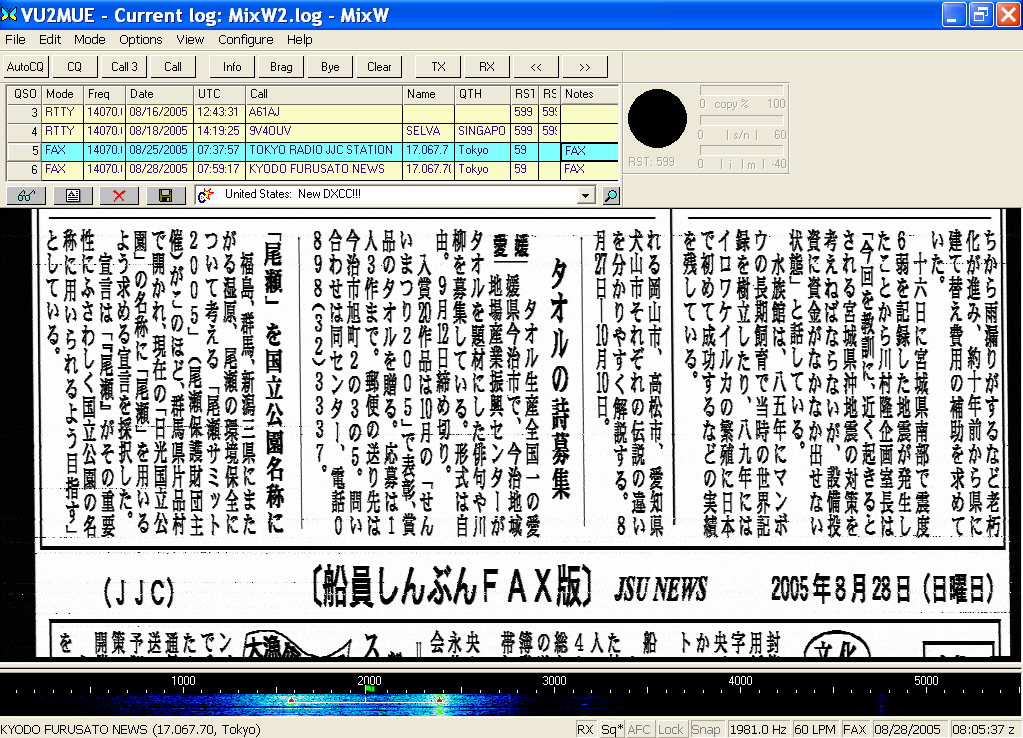
Факсовые новости морского радио со станции Tokyo Radio JJC, полученные с помощью MIXW с КВ-SSB-приемником

Спустя десятилетие после появления радиофакса Национальная метеорологическая служба (NWS) начала передавать карты погоды с использованием технологии радиофакса. NWS назвала эту новую службу погодным факсом (англ. weatherfax, слово-портмоне от слов «weather (погода)+факсимиле »). На обложке регулярной публикации NOAA о частотах и расписаниях указаны «Всемирные расписания морских радиофаксимильных передач».
Факсимильные аппараты использовались в 1950-х годах для передачи карт погоды по Соединенным Штатам сначала по наземным линиям связи, а затем по всему миру по КВ-радио. Радиопередача карт погоды обеспечивала огромную гибкость морским и авиационным потребителям, поскольку теперь они имели под рукой самую свежую информацию о погоде и прогнозы, которые можно использовать при планировании путешествий.
Радиофакс основан на факсимильной технологии, при которой печатная информация сканируется построчно и кодируется в электрический сигнал, который затем может быть передан по физической линии или радиоволнам в отдаленные места. Поскольку объем информации, передаваемой в единицу времени, прямо пропорционален доступной полосе пропускания, то скорость, с которой может передаваться карта погоды, будет варьироваться в зависимости от качества носителя, используемого для передачи.
Сегодня данные по радиофаксу доступны на FTP-серверах в Интернете, например тех, которые размещены Национальным управлением океанических и атмосферных исследований (NOAA). Передачи радиофаксов также транслируются NOAA с нескольких мест страны по регулярному ежедневному расписанию. Передача метеофаксов по радио особенно полезна для судоходства, где возможности доступа в Интернет ограничены.
Термин «погодный факс» был придуман в честь технологии, которая позволяет передавать и принимать карты погоды (анализ поверхности, прогнозы и т. д.) с места передачи (обычно метеорологического офиса) в отдаленные места (где находятся фактические потребители).

## Подобности протокола
Радиофакс передается по одной боковой полосе, усовершенствованная амплитудная модуляция. Сигнал сдвигается вверх или вниз на заданную величину для обозначения белых или черных пикселей. Отклонение меньше, чем для белого или черного пикселя, считается оттенком серого. При правильной настройке (1.9 кГц ниже назначенной частоты для USB и выше для LSB), сигнал имеет некоторые общие характеристики с SSTV, с черным на уровне 1,5. кГц и пик белого на уровне 2,3 кГц.
Обычно отправляется 120 строк в минуту (LPM) (для монохромного факса возможные значения: 60, 90, 100, 120, 180, 240. Для цветного факса LPM может быть: 120, 240). Для декодирования радиофакса также необходимо знать значение, известное как индекс согласования (index of cooperation, IOC). Оно определяет разрешение изображения, использовалось в ранних радиофакс-аппаратах, в которых использовались барабанные считыватели, и является произведением общей длины линии и количество строк на единицу длины (иногда называемое коэффициентом согласования), деленное на π . Обычно IOC = 576.

## Станции
Сегодня радиофакс в основном используется в мире для распространения погодных карт, спутниковых изображений погоды и прогнозов на морские суда. Океаны обеспечены береговыми станциями разных стран.
В Соединенных Штатах метеорологическая продукция по факсу готовится рядом офисов, филиалов и агентств Национальной метеорологической службы (NWS) Национального управления океанических и атмосферных исследований (NOAA).
С тех пор, как «Титаник» показал опасность айсбергов в Северной Атлантике, Международный ледовый патруль также собирает данные о погоде, а его карты транслируются бостонской станцией в течение основного сезона айсбергов (февраль-сентябрь) под позывным NIK.
CBV, Радио Плайя-Анча в Вальпараисо, Чили, ежедневно транслирует факс о погоде ВМС Чили для юго-восточной части Тихого океана, вплоть до Антарктики. Также для Тихого океана есть две станции у Японии, как и у Бюро метеорологии Австралии. Станции есть у большинства европейских стран, включая Россию.
Киодо Цусин — единственное оставшееся информационное агентство, передающее новости по радиофаксу. Он передает газеты на японском и английском языках полностью, часто со скоростью 60 строк в минуту вместо обычных 120 из-за сложности японских иероглифов. Передача ежедневных новостей занимает несколько часов. Киодо ведет специальную передачу для тихоокеанских рыболовных флотов от рыболовного радио префектуры Кагосима.
Немецкая метеорологическая служба (Deutscher Wetterdienst, DWD) регулярно передает ежедневную сводку погодных карт на трех частотах 3.855. МГц, 7,88 МГц и 13,8825 МГц от их передающей станции НЧ и ВЧ в Пиннеберге.